# Paulo Henrique Ganso
Paulo Henrique Chagas de Lima (Ananindeua, Pará, 12 de octubre de 1989), más conocido como Paulo Henrique Ganso o simplemente Ganso, es un futbolista brasileño. Juega de centrocampista y su equipo actual es el club Fluminense de la Serie A de Brasil.

## Trayectoria

### Santos F. C.
Empezó su carrera en la cantera del Paysandu para pasar luego al Santos. Con este club se proclamó campeón del Campeonato Paulista el 2 de mayo de 2010 luego de derrotar al Santo André en la final. El 4 de agosto de ese mismo año, Santos logró el título de la Copa de Brasil tras superar en la final al Vitória contando como figuras a Ganso, Neymar, Robinho y André, equipo dirigido por Dorival Júnior.
El 22 de junio de 2011, Santos ganó la Copa Libertadores al vencer 2-1 en la final a Peñarol de Uruguay en el Estadio Pacaembú. Ese día, Ganso jugó los 90 minutos sin anotar goles.

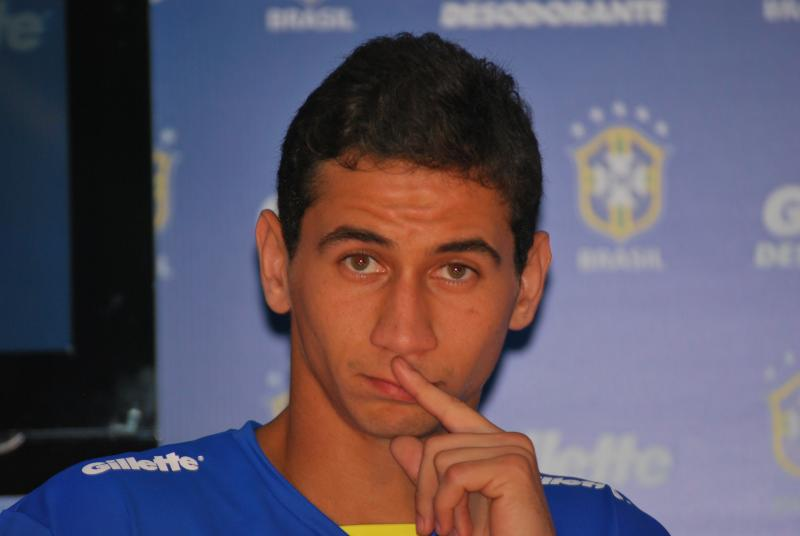
Ganso en 2009.

Ese mismo año participó en la Copa Mundial de Clubes, disputado en Japón, en el cual Santos llegó a la final frente al Barcelona en el que se vieron superados en un abultado 0-4, partido en el que Ganso jugó 89' y fue de los mejores jugadores de su equipo que no jugó como se esperaba.

### São Paulo
El 15 de septiembre de 2012 el São Paulo confirmó que pagará la cláusula del jugador, el valor del pase fue de un total de 9 millones de euros con el 45% de la ficha que pertenecía aún al Santos, el otro 55% es propiedad del fondo de inversiones Dis, con el que São Paulo había alcanzado un acuerdo hace tiempo.

### Sevilla F.C
El 16 de julio de 2016 se hace oficial su fichaje por el Sevilla de España por 9 millones de euros.

### Amiens S. C.
El 31 de agosto de 2018 se hace oficial la cesión por una temporada al Amiens S. C. de Francia.

### Fluminense F. C.
El 31 de enero de 2019, tras el fugaz paso por el futbol francés, fue anunciado como refuerzo del Fluminense F.C. El jugador firma contrato de 5 años de duración (hasta final de 2023).
Se estrena con victoria por 2 a 0 contra el Bangú A. C. en la primera jornada de la Copa Rio del Campeonato Carioca de 2019 vistiendo la camiseta con el número 10. En diciembre de 2022, el Fluminense F.C. anunció su renovación hasta el final de 2025.

## Selección nacional
En 2009, Ganso formó parte de la selección brasileña sub-20, con la que disputó siete partidos y anotó un gol. Al año siguiente, Dunga lo llamó para representar a la selección mayor en la Copa Mundial de Fútbol de 2010 como posible sustituto de Kaká. El 11 de mayo fue incluido en la lista preliminar, pero finalmente quedó afuera de la definitiva. El 10 de agosto de 2010, hizo su debut absoluto con la selección brasileña de la mano del entrenador Mano Menezes en un amistoso internacional ante Estados Unidos.
Menezes lo incluyó en la lista de 23 jugadores para disputar la Copa América 2011 con el dorsal número 10. En dicho certamen disputó cuatro partidos, brindando dos asistencias en el empate 2-2 ante Paraguay por la segunda jornada del grupo B. Finalmente Brasil terminaría eliminado en cuartos de final por el conjunto paraguayo. En julio de 2012 fue incluido en la lista de 18 jugadores que integraron el equipo olímpico brasileño que participó en los Juegos Olímpicos de Londres de 2012.
En 2016 fue llamado nuevamente por Dunga para disputar la Copa América Centenario en reemplazo de los lesionados Douglas Costa y Kaká. No sumó minutos en dicho certamen.

### Participaciones en Copa América
| Torneo                  | Sede           | Resultado        | Partidos | Goles |
| ----------------------- | -------------- | ---------------- | -------- | ----- |
| Copa América 2011       | Argentina      | Cuartos de final | 4        | 0     |
| Copa América Centenario | Estados Unidos | Primera fase     | 0        | 0     |

### Participaciones en Juegos Olímpicos
| Torneo                | Sede    | Resultado        | Partidos | Goles |
| --------------------- | ------- | ---------------- | -------- | ----- |
| Juegos Olímpicos 2012 | Londres | Medalla de plata | 3        | 0     |

## Estadísticas como jugador
| Club                                                                                       | Temporada           | Campeonato Nacional | Campeonato Nacional | Campeonato Nacional | Copa Nacional | Copa Nacional | Copa Nacional | Copa Internacional | Copa Internacional | Copa Internacional | Campeonato Estatal | Campeonato Estatal | Campeonato Estatal | Otros (*) | Otros (*) | Otros (*) | Total | Total | Total  |
| Club                                                                                       | Temporada           | Part.               | Goles               | Asist.              | Part.         | Goles         | Asist.        | Part.              | Goles              | Asist.             | Part.              | Goles              | Asist.             | Part.     | Goles     | Asist.    | Part. | Goles | Asist. |
| ------------------------------------------------------------------------------------------ | ------------------- | ------------------- | ------------------- | ------------------- | ------------- | ------------- | ------------- | ------------------ | ------------------ | ------------------ | ------------------ | ------------------ | ------------------ | --------- | --------- | --------- | ----- | ----- | ------ |
| Santos · Brasil                                                                            | 2008                | 3                   | 0                   | 0                   | —             | —             | —             | —                  | —                  | —                  | 4                  | 0                  | 0                  | —         | —         | —         | 7     | 0     | 0      |
| Santos · Brasil                                                                            | 2009                | 31                  | 8                   | 6                   | 4             | 0             | 0             | —                  | —                  | —                  | 11                 | 2                  | 0                  | —         | —         | —         | 46    | 10    | 6      |
| Santos · Brasil                                                                            | 2010                | 11                  | 0                   | 2                   | 10            | 2             | 3             | 2                  | 0                  | 0                  | 20                 | 11                 | 8                  | 1         | 0         | 0         | 44    | 13    | 13     |
| Santos · Brasil                                                                            | 2011                | 13                  | 2                   | 1                   | —             | —             | —             | 7                  | 1                  | 2                  | 9                  | 2                  | 3                  | 2         | 0         | 1         | 31    | 5     | 7      |
| Santos · Brasil                                                                            | 2012                | 5                   | 1                   | 0                   | —             | —             | —             | 13                 | 3                  | 2                  | 16                 | 4                  | 9                  | —         | —         | —         | 34    | 8     | 11     |
| Santos · Brasil                                                                            | Total               | 63                  | 11                  | 9                   | 14            | 2             | 3             | 22                 | 4                  | 4                  | 60                 | 19                 | 20                 | 3         | 0         | 1         | 162   | 36    | 37     |
| São Paulo · Brasil                                                                         | 2012                | 3                   | 0                   | 2                   | —             | —             | —             | 2                  | 0                  | 0                  | —                  | —                  | —                  | —         | —         | —         | 5     | 0     | 2      |
| São Paulo · Brasil                                                                         | 2013                | 31                  | 1                   | 6                   | —             | —             | —             | 15                 | 1                  | 3                  | 16                 | 2                  | 2                  | 4         | 1         | 1         | 66    | 5     | 12     |
| São Paulo · Brasil                                                                         | 2014                | 34                  | 5                   | 10                  | 6             | 0             | 2             | 6                  | 3                  | 1                  | 15                 | 1                  | 4                  | 1         | 0         | 0         | 62    | 9     | 17     |
| São Paulo · Brasil                                                                         | 2015                | 31                  | 2                   | 9                   | 6             | 0             | 0             | 8                  | 0                  | 0                  | 8                  | 1                  | 2                  | 2         | 0         | 0         | 55    | 3     | 11     |
| São Paulo · Brasil                                                                         | 2016                | 7                   | 1                   | 2                   | —             | —             | —             | 11                 | 2                  | 3                  | 14                 | 4                  | 2                  | 1         | 0         | 0         | 33    | 7     | 7      |
| São Paulo · Brasil                                                                         | Total               | 106                 | 9                   | 29                  | 12            | 0             | 2             | 42                 | 6                  | 7                  | 53                 | 8                  | 10                 | 8         | 1         | 1         | 221   | 24    | 49     |
| Sevilla · España                                                                           | 2016-17             | 10                  | 2                   | 1                   | 3             | 1             | 0             | 1                  | 0                  | 0                  | —                  | —                  | —                  | 2         | 0         | 0         | 16    | 3     | 1      |
| Sevilla · España                                                                           | 2017-18             | 8                   | 2                   | 0                   | 2             | 1             | 3             | 1                  | 1                  | 0                  | —                  | —                  | —                  | —         | —         | —         | 11    | 4     | 3      |
| Sevilla · España                                                                           | Total               | 18                  | 4                   | 1                   | 5             | 2             | 3             | 3                  | 1                  | 0                  | 0                  | 0                  | 0                  | 2         | 0         | 0         | 28    | 7     | 4      |
| Amiens Francia                                                                             | 2018-19             | 12                  | 0                   | 2                   | 1             | 0             | 1             | —                  | —                  | —                  | —                  | —                  | —                  | —         | —         | —         | 13    | 0     | 3      |
| Amiens Francia                                                                             | Total               | 12                  | 0                   | 2                   | 1             | 0             | 1             | 0                  | 0                  | 0                  | 0                  | 0                  | 0                  | 0         | 0         | 0         | 13    | 0     | 3      |
| Fluminense · Brasil                                                                        | 2019                | 28                  | 2                   | 0                   | 6             | 2             | 0             | 6                  | 0                  | 0                  | 7                  | 1                  | 1                  | —         | —         | —         | 47    | 5     | 1      |
| Fluminense · Brasil                                                                        | 2020                | 17                  | 1                   | 2                   | 6             | 0             | 0             | 1                  | 0                  | 0                  | 7                  | 0                  | 0                  | 1         | 0         | 0         | 32    | 1     | 2      |
| Fluminense · Brasil                                                                        | 2021                | 10                  | 0                   | 0                   | 3             | 0             | 0             | 2                  | 0                  | 0                  | 8                  | 3                  | 0                  | —         | —         | —         | 23    | 3     | 0      |
| Fluminense · Brasil                                                                        | 2022                | 33                  | 5                   | 5                   | 7             | 3             | 1             | 8                  | 1                  | 0                  | 9                  | 0                  | 2                  | —         | —         | —         | 57    | 9     | 8      |
| Fluminense · Brasil                                                                        | 2023                | 26                  | 3                   | 7                   | 3             | 0             | 0             | 13                 | 0                  | 1                  | 12                 | 1                  | 2                  | 2         | 0         | 0         | 56    | 4     | 10     |
| Fluminense · Brasil                                                                        | 2024                | 32                  | 3                   | 7                   | 3             | 0             | 2             | 9                  | 1                  | 1                  | 5                  | 0                  | 0                  | 2         | 0         | 0         | 51    | 4     | 10     |
| Fluminense · Brasil                                                                        | 2025                | 12                  | 0                   | 0                   | 4             | 1             | 1             | 4                  | 0                  | 0                  | 0                  | 0                  | 0                  | 1         | 0         | 0         | 21    | 1     | 1      |
| Fluminense · Brasil                                                                        | Total               | 158                 | 14                  | 21                  | 32            | 6             | 4             | 44                 | 2                  | 2                  | 48                 | 5                  | 5                  | 6         | 0         | 0         | 287   | 27    | 32     |
| Total en su carrera                                                                        | Total en su carrera | 352                 | 37                  | 60                  | 64            | 10            | 13            | 111                | 13                 | 13                 | 161                | 32                 | 35                 | 19        | 1         | 2         | 707   | 102   | 124    |
| (*) Incluye Suruga Bank Cup, Recopa Sudamericana, Supercopa de España y Mundial de Clubes. |                     |                     |                     |                     |               |               |               |                    |                    |                    |                    |                    |                    |           |           |           |       |       |        |

### Selección nacional
| Selección | Año   | Partidos | Goles |
| --------- | ----- | -------- | ----- |
| Brasil    | 2010  | 1        | 0     |
| Brasil    | 2011  | 6        | 0     |
| Brasil    | 2012  | 1        | 0     |
| Total     | Total | 8        | 0     |
| Fuente:   |       |          |       |

## Palmarés

### Campeonatos Regionales
| Título              | Club       | Estado         | Año  |
| ------------------- | ---------- | -------------- | ---- |
| Campeonato Paulista | Santos     | São Paulo      | 2010 |
| Campeonato Paulista | Santos     | São Paulo      | 2011 |
| Campeonato Paulista | Santos     | São Paulo      | 2012 |
| Taça Guanabara      | Fluminense | Río de Janeiro | 2022 |
| Campeonato Carioca  | Fluminense | Río de Janeiro | 2022 |
| Taça Guanabara      | Fluminense | Río de Janeiro | 2023 |
| Campeonato Carioca  | Fluminense | Río de Janeiro | 2023 |

### Campeonatos nacionales
| Título         | Club   | País   | Año  |
| -------------- | ------ | ------ | ---- |
| Copa de Brasil | Santos | Brasil | 2010 |

### Campeonatos internacionales
| Título              | Equipo              | Sede           | Año  |
| ------------------- | ------------------- | -------------- | ---- |
| Copa Libertadores   | Santos              | São Paulo      | 2011 |
| Juegos Olímpicos    | Selección de Brasil | Londres        | 2012 |
| Recopa Sudamericana | Santos              | São Paulo      | 2012 |
| Copa Sudamericana   | São Paulo           | São Paulo      | 2012 |
| Copa Libertadores   | Fluminense          | Río de Janeiro | 2023 |
| Recopa Sudamericana | Fluminense          | Río de Janeiro | 2024 |

### Distinciones individuales
| Distinción                                     | Año  |
| ---------------------------------------------- | ---- |
| Mejor Jugador de la Copa de Brasil             | 2010 |
| Parte del Equipo Ideal de América              | 2011 |
| Parte del Equipo Ideal de la Copa Libertadores | 2023 |